# 赫姆霍兹不变量
赫姆霍兹不变量（英語：Smith–Helmholtz invariant）是通过光学系统传播的近軸近似的光束的一个不变量。给定一个高度为 {\displaystyle {\bar {y}}} 的物体和一条以角度 {\displaystyle u} 通过该物体同一轴向位置的轴向光线，该不变量可定义为
{\displaystyle H=n{\bar {y}}u}，
其中 {\displaystyle n} 是折射率。对于一个给定的光学系统与对于物体高度和轴向射线的具体选择，这个量在折射的情况下是不变的。因此，在折射率为 {\displaystyle n_{i}} 的介质中，在高度为 {\displaystyle {\bar {y}}_{i}}的第 {\displaystyle i} 个共轭像点和折射角度为 {\displaystyle u_{i}} 的轴向射线，我们有 {\displaystyle H=n_{i}{\bar {y}}_{i}u_{i}}。通常情况下，最重要的两个点是物体点和最终图像点。